# 石笋 (地名)
石笋，音同石筍，是新北市雙溪區的一個地名，位於該區北部，範圍大致包括三港里西北部、牡丹里中部、三貂里東部一小部分。

## 歷史
台灣清治末期，石笋地區為一街庄，稱為「石笋庄」，隸屬於三貂堡。該庄北與燦光藔庄為鄰，東北一小段與雞母嶺庄為鄰，東及東南與三叉港庄為鄰，西南邊及西邊為武丹坑庄。
1901年（日治明治三十四年）11月，該庄隸屬於基隆廳，編入第八區。1905年（明治三十八年）7月，第八區、第九區合併為「頂雙溪區」。1920年（大正九年），該庄改制為「石笋」大字，隸屬於臺北州基隆郡雙溪庄。
戰後雙溪庄改制為雙溪鄉，隸屬於臺北縣，大字亦改制為村。2010年（民國99年）12月，臺北縣升格為新北市，雙溪鄉改制為雙溪區，村改制為里。